# Problema de nodo oculto

En un escenario, el nodo A puede comunicarse con el nodo B. El node C también puede comunicarse con el nodo de punto de acceso B. Sin embargo, las estaciones A y C no pueden comunicarse entre sí porque están fuera del alcance una de la otra y, por lo tanto, comienzan a transmitir simultáneamente, lo que impide que B reciba sus mensajes.

En redes inalámbricas, el problema del nodo escondido o problema del terminal oculto sucede cuando un nodo puede comunicarse con un punto de acceso inalámbrico (AP), pero no puede comunicarse directamente con otros nodos que también se comunican con ese mismo AP.  Esto genera dificultades en la subcapa de control de acceso al medio, ya que varios nodos pueden enviar paquetes al AP simultáneamente, lo que crea interferencia suficiente en el AP para que ningún paquete pueda llegar.
Aunque es normal que haya cierta pérdida de paquetes ya que las capas superiores los reenvían, si uno de los nodos transfiere muchos paquetes grandes durante un período prolongado, el otro nodo puede experimentar muy poco rendimiento .
Existen soluciones para el problema del nodo oculto. Por ejemplo, los mecanismos de solicitud de envío/autorización de envío (RTS/CTS), donde los nodos envían paquetes cortos para solicitar permiso al punto de acceso para enviar paquetes de datos más largos. Debido a que las respuestas del AP si llegan a todos los nodos, estos pueden sincronizar sus transmisiones para no interferir. Sin embargo, este mecanismo introduce latencia y la sobrecarga a menudo puede ser mayor que el costo, particularmente para paquetes de datos pequeños.

## Fondo
Los nodos ocultos en una red inalámbrica son nodos que están fuera del alcance de otros nodos. Por ejemplo, partiendo de una topología de estrella (con un único punto de acceso en el centro y con muchos nodos que lo rodean de forma circular) cada nodo estará dentro del rango de comunicación del AP, pero los nodos no pueden comunicarse entre sí.
Otro ejemplo: en una red inalámbrica, es probable que el nodo en el extremo más alejado del AP, nodo A, pueda ver el punto de acceso, pero es poco probable que el mismo nodo pueda comunicarse con otro nodo en un extremo opuesto del alcance del punto de acceso, C. A y C son nodos ocultos.
Otra posibilidad es que A y C estén a ambos lados de un obstáculo (pared) que refleja o absorbe fuertemente ondas de radio, pero aun así ambos pueden ver el mismo AP.
El problema se produce cuando los nodos A y C comienzan a enviar paquetes simultáneamente al punto de acceso B. Debido a que A y C no pueden recibir las señales de los demás, tampoco pueden detectar la colisión antes o durante la transmisión, el acceso múltiple con detección de colisiones (CSMA/CD) no funciona y se producen colisiones que luego impiden la correcta recepción de los datos en el AP.
Para superar el problema del nodo oculto, se implementa el protocolo de enlace con pedido de envió y listo para enviar (RTS/CTS) ( IEEE 802.11 RTS/CTS ) en el AP junto con el esquema de acceso múltiple con detección de portadora y prevención de colisiones ( CSMA/CA ). El mismo problema existe en una red ad hoc móvil ( MANET ).
IEEE 802.11 utiliza paquetes de reconocimiento (ack) y protocolos de establecimiento 802.11 RTS/CTS para superar parcialmente el problema del nodo oculto. RTS/CTS no es una solución completa y puede reducir aún más el rendimiento, pero los reconocimientos adaptativos de la estación base también pueden ayudar.
Cuando existen nodos ocultos, los paquetes RTS/CTS en cada clase de tráfico son rentables (incluso con tramas de audio cortas, que causan una alta sobrecarga en las tramas RTS/CTS). 
En el entorno experimental se incluyen las siguientes clases de tráfico: datos (no críticos en el tiempo), datos (críticos en el tiempo), vídeo, audio. Ejemplos de notaciones: (0|0|0|2) significa 2 estaciones de audio; (1|1|2|0) significa 1 estación de datos (no crítica en cuanto al tiempo), 1 estación de datos (crítica en cuanto al tiempo), 2 estaciones de video.

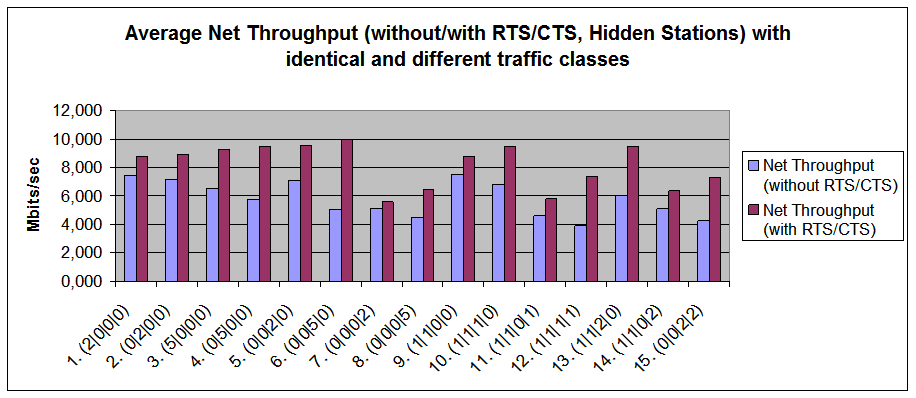
Pruebas: Rendimiento neto con/sin RTS/CTS (Pommer, p. 179)

Otros métodos que se pueden emplear para resolver el problema del nodo oculto son:
- Aumentar la potencia de transmisión desde los nodos
- Utilizar antenas omnidireccionales
- Eliminar obstáculos
- Mover el nodo
- Utilice software de mejora de protocolo
- Utilice diversidad de antenas
- Multiplexación en el dominio del tiempo (TDMA) como en redes de celular

## Soluciones

### Aumento de la potencia de transmisión
Aumentar la potencia de transmisión de los nodos puede resolver el problema de los nodos ocultos al permitir que la celda alrededor de cada nodo aumente de tamaño, abarcando todos los demás nodos. Esta configuración permite que los nodos no ocultos detecten o escuchen al nodo oculto. Si los nodos no ocultos pueden escuchar al nodo oculto, este ya no está oculto. Debido a que las redes inalámbricas utilizan el protocolo CSMA/CA, los nodos esperarán su turno antes de comunicarse con el punto de acceso .
Esta solución sólo funciona si se aumenta la potencia de transmisión en los nodos que están ocultos. En el caso típico de una red WiFi, aumentar la potencia de transmisión en el punto de acceso solamente no resolverá el problema porque normalmente los nodos ocultos son los clientes (por ejemplo, computadoras portátiles, dispositivos móviles), no el punto de acceso en sí, y los clientes aún no podrán escucharse entre sí. En realidad, aumentar la potencia de transmisión en el punto de acceso probablemente empeore el problema, porque colocará nuevos clientes dentro del alcance del punto de acceso y, por lo tanto, agregará nuevos nodos a la red que estarán ocultos para otros clientes.

### Antenas omnidireccionales
Dado que los nodos que utilizan antenas direccionales son casi invisibles para los nodos que no están posicionados en la dirección a la que apunta la antena, las antenas direccionales deben usarse solo para redes muy pequeñas (por ejemplo, conexiones punto a punto dedicadas). Utilice antenas omnidireccionales para redes extendidas que consten de más de dos nodos.

### Eliminando obstáculos
Aumentar la potencia de los nodos móviles puede no funcionar si, por ejemplo, el motivo por el que un nodo está oculto es que hay una pared de hormigón o acero que impide la comunicación con otros nodos. Es dudoso que uno pueda eliminar tal obstáculo, pero la eliminación del obstáculo es otro método para solucionar el problema del nodo oculto.

### Mover el nodo
Otro método para resolver el problema de los nodos ocultos es mover los nodos para que todos puedan escucharse entre sí. Si se descubre que el problema del nodo oculto es el resultado de que un usuario mueve su computadora a un área que está oculta de los otros nodos inalámbricos, puede ser necesario que ese usuario se mueva nuevamente. La alternativa a obligar a los usuarios a mudarse es ampliar la red LAN inalámbrica para agregar cobertura adecuada al área oculta, quizás utilizando puntos de acceso adicionales.

### Mejora del protocolo
Hay varias implementaciones de software de protocolos adicionales que esencialmente implementan una estrategia de sondeo o de paso de tokens . Luego, un maestro (normalmente el punto de acceso) sondea dinámicamente a los clientes en busca de datos. A los clientes no se les permite enviar datos sin la invitación del maestro. Esto elimina el problema del nodo oculto a costa de una mayor latencia y un menor rendimiento máximo.
El Wi-Fi IEEE 802.11 RTS/CTS es un protocolo de enlace que se utiliza. Los clientes que desean enviar datos envían una trama RTS y el punto de acceso luego envía una trama CTS cuando está listo para ese nodo en particular. Para paquetes cortos, la sobrecarga es bastante grande, por lo que los paquetes cortos generalmente no la utilizan; el tamaño mínimo generalmente es configurable.

### Multiplexación en el dominio del tiempo (TDMA) como en redes de celular
En las redes celulares, el problema del nodo oculto tiene soluciones prácticas mediante la multiplexación  en el dominio del tiempo (TDMA) para cada cliente y el uso de transmisores espacialmente diversos, de modo que cada nodo sea potencialmente atendido por cualquiera de los tres mástiles para minimizar en gran medida los problemas con obstáculos que interfieren con la propagación de radio.